# Parque de Campismo das Cinco Ribeiras
O Parque de Campismo das Cinco Ribeiras localiza-se na freguesia das Cinco Ribeiras, concelho de Angra do Heroísmo, na costa Sudoeste da ilha Terceira, nos Açores.
Dista doze quilómetros de Angra do Heroísmo e é o maior parque de campismo do concelho, com capacidade para 385 tendas. Dispõe de piso relvado e reúne todas as condições necessárias ao campismo com serviços de bar, lavandaria, balneários com duche de água quente, lava-louças, água corrente e electricidade.
O parque está inscrito na zona do Porto das Cinco Ribeiras e da Gruta das Cinco Ribeiras, conhecida pelas condições que oferece ao mergulho. Enquadra-se numa paisagem com um horizonte de mar e com a Serra de Santa Bárbara a elevar-se no lado oposto.
Parque de Campismo das Cinco Ribeiras, o local ideal para as suas férias em família ou com amigos. Momentos para recordar.